# Copa Mundial de Hockey Femenino de 2006
La XI Copa Mundial de Hockey Femenino se celebró en Madrid (España) entre el 27 de septiembre y el 8 de octubre de 2006. Fue organizado por la Federación Internacional de Hockey (FIH) y la Real Federación Española de Hockey.
Los partidos se realizaron en el estadio de hockey del Club de Campo de la Villa de Madrid. Compitieron en el campeonato 12 selecciones nacionales afiliadas a la FIH por el título mundial, cuyo anterior portador era el equipo de Argentina, ganador del Mundial de 2002.
El equipo de los Países Bajos conquistó su sexto título mundial al vencer en la final al equipo de Australia con un marcador de 3-1. El conjunto de Argentina ganó la medalla de bronce en el partido por el tercer puesto contra el equipo de España.

## Grupos
| Grupo A      | Grupo B        |
| ------------ | -------------- |
| Países Bajos | Argentina      |
| India        | Australia      |
| China        | Corea del Sur  |
| Inglaterra   | Japón          |
| España       | Estados Unidos |
| Alemania     | Sudáfrica      |

## Primera fase
- Todos los partidos en la hora local de España (UTC+2).

Los primeros dos de cada grupo disputan las semifinales. El resto disputan los correspondientes partidos de clasificación final.

### Grupo A
| Equipo       | J | G | E | P | GF | GC | DG | PTS |
| ------------ | - | - | - | - | -- | -- | -- | --- |
| Países Bajos | 5 | 4 | 0 | 0 | 12 | 3  | +9 | 12  |
| España       | 5 | 3 | 0 | 1 | 5  | 4  | +1 | 9   |
| Inglaterra   | 5 | 2 | 1 | 1 | 5  | 4  | +1 | 7   |
| Alemania     | 5 | 2 | 0 | 2 | 6  | 5  | +1 | 6   |
| India        | 5 | 0 | 1 | 3 | 7  | 10 | -3 | 1   |
| China        | 5 | 0 | 0 | 4 | 4  | 13 | -9 | 0   |

- Resultados

| Fecha | Hora  | Partido      | Partido | Partido      | Resultado |
| ----- | ----- | ------------ | ------- | ------------ | --------- |
| 27.09 | 12:00 | Países Bajos | -       | India        | 3-2       |
| 27.09 | 14:30 | China        | -       | Inglaterra   | 2-3       |
| 27.09 | 16:00 | España       | -       | Alemania     | 1-0       |
| 29.09 | 14:00 | Inglaterra   | -       | Países Bajos | 0-1       |
| 29.09 | 16:00 | China        | -       | España       | 0-1       |
| 29.09 | 18:00 | India        | -       | Alemania     | 2-3       |
| 01.10 | 12:00 | Países Bajos | -       | España       | 2-0       |
| 01.10 | 14:00 | India        | -       | Inglaterra   | 1-1       |
| 01.10 | 16:00 | Alemania     | -       | China        | 3-1       |
| 03.10 | 12:00 | Inglaterra   | -       | Alemania     | 1-0       |
| 03.10 | 14:00 | China        | -       | Países Bajos | 1-6       |
| 03.10 | 16:00 | España       | -       | India        | 3-2       |
| 04.10 | 12:00 | Países Bajos | -       | Alemania     | 0-0       |
| 04.10 | 14:00 | India        | -       | China        | 0-1       |
| 04.10 | 16:00 | España       | -       | Inglaterra   | 1-1       |

### Grupo B
| Equipo         | J | G | E | P | GF | GC | DG | PTS |
| -------------- | - | - | - | - | -- | -- | -- | --- |
| Argentina      | 5 | 3 | 1 | 0 | 9  | 5  | +4 | 10  |
| Australia      | 5 | 3 | 1 | 0 | 8  | 4  | +4 | 10  |
| Estados Unidos | 5 | 1 | 1 | 2 | 5  | 6  | -1 | 4   |
| Corea del Sur  | 5 | 1 | 1 | 2 | 5  | 7  | -2 | 4   |
| Japón          | 5 | 0 | 2 | 2 | 3  | 5  | -2 | 2   |
| Sudáfrica      | 5 | 0 | 2 | 2 | 3  | 6  | -3 | 2   |

- Resultados

| Fecha | Hora  | Partido        | Partido | Partido        | Resultado |
| ----- | ----- | -------------- | ------- | -------------- | --------- |
| 27.09 | 12:30 | Corea del Sur  | -       | Japón          | 2-1       |
| 27.09 | 14:00 | Australia      | -       | Sudáfrica      | 1-0       |
| 27.09 | 18:00 | Argentina      | -       | Estados Unidos | 2-1       |
| 28.09 | 14:00 | Corea del Sur  | -       | Sudáfrica      | 0-0       |
| 28.09 | 16:00 | Australia      | -       | Estados Unidos | 3-1       |
| 28.09 | 18:00 | Argentina      | -       | Japón          | 3-2       |
| 30.09 | 14:00 | Corea del Sur  | -       | Australia      | 3-4       |
| 30.09 | 16:00 | Estados Unidos | -       | Japón          | 0-0       |
| 30.09 | 18:00 | Sudáfrica      | -       | Argentina      | 2-2       |
| 02.10 | 12:00 | Japón          | -       | Australia      | 0-0       |
| 02.10 | 14:00 | Sudáfrica      | -       | Estados Unidos | 1-3       |
| 02.10 | 16:00 | Argentina      | -       | Corea del Sur  | 2-0       |
| 04.10 | 12:30 | Sudáfrica      | -       | Japón          | 0-3       |
| 04.10 | 14:30 | Corea del Sur  | -       | Estados Unidos | 0-1       |
| 04.10 | 18:00 | Australia      | -       | Argentina      | 3-0       |

## Fase final
- Todos los partidos en la hora local de España (UTC+2).

|  | Semifinales  | Semifinales  |   |           | Final        | Final        |  |
|  | 6 de octubre | 6 de octubre |   |           | 8 de octubre | 8 de octubre |  |
|  |              |              |   |           |              |              |  |
|  |              |              |   |           |              |              |  |
|  | Países Bajos | 3            |   |           |              |              |  |
|  | Argentina    | 1            |   |           |              |              |  |
|  |              |              |   |           |              |              |  |
|  |              |              |   |           |              |              |  |
|  |              |              |   |           | Países Bajos | 3            |  |
|  |              | Australia    | 1 |           |              |              |  |
|  |              |              |   |           |              |              |  |
|  |              |              |   |           |              |              |  |
|  |              |              |   |           | Tercer lugar |              |  |
|  |              |              |   |           |              |              |  |
|  | Australia    | 1 TE         |   | Argentina | 5            |              |  |
|  | España       | 0            |   |           | España       | 0            |  |

### Partidos de clasificación
- Puestos 9.º a 12.º

| Fecha | Hora  | Partido       | Partido | Partido   | Resultado |
| ----- | ----- | ------------- | ------- | --------- | --------- |
| 06.10 | 12:30 | China         | -       | Sudáfrica | 4-0       |
| 06.10 | 15:00 | Corea del Sur | -       | India     | 4-1       |

- Puestos 5.º a 8.º

| Fecha | Hora  | Partido        | Partido | Partido  | Resultado |
| ----- | ----- | -------------- | ------- | -------- | --------- |
| 06.10 | 11:30 | Inglaterra     | -       | Japón    | 0-2       |
| 06.10 | 14:00 | Estados Unidos | -       | Alemania | 1-0       |

- Undécimo lugar

| Fecha | Hora  | Partido   | Partido | Partido | Resultado |
| ----- | ----- | --------- | ------- | ------- | --------- |
| 07.10 | 18:00 | Sudáfrica | -       | India   | 0-1       |

- Noveno lugar

| Fecha | Hora  | Partido | Partido | Partido       | Resultado |
| ----- | ----- | ------- | ------- | ------------- | --------- |
| 07.10 | 19:00 | China   | -       | Corea del Sur | 1-2       |

- Séptimo lugar

| Fecha | Hora  | Partido    | Partido | Partido  | Resultado |
| ----- | ----- | ---------- | ------- | -------- | --------- |
| 08.10 | 12:00 | Inglaterra | -       | Alemania | 2-1       |

- Quinto lugar

| Fecha | Hora  | Partido | Partido | Partido        | Resultado |
| ----- | ----- | ------- | ------- | -------------- | --------- |
| 07.10 | 16:30 | Japón   | -       | Estados Unidos | 1-0       |

### Semifinales
| Fecha | Hora  | Partido      | Partido | Partido   | Resultado    |
| ----- | ----- | ------------ | ------- | --------- | ------------ |
| 06.10 | 16:30 | Países Bajos | -       | Argentina | 3-1          |
| 06.10 | 19:00 | Australia    | -       | España    | 0-0 (1-0) TE |

### Tercer lugar
| Fecha | Hora  | Partido   | Partido | Partido | Resultado |
| ----- | ----- | --------- | ------- | ------- | --------- |
| 08.10 | 14:30 | Argentina | -       | España  | 5-0       |

### Final
| Fecha | Hora  | Partido      | Partido | Partido   | Resultado |
| ----- | ----- | ------------ | ------- | --------- | --------- |
| 08.10 | 17:00 | Países Bajos | -       | Australia | 3-1       |

## Medallero
|              |           |           |
| Países Bajos | Australia | Argentina |

## Estadísticas

### Clasificación general
| 1. Países Bajos   |
| 2. Australia      |
| 3. Argentina      |
| 4. España         |
| 5. Japón          |
| 6. Estados Unidos |
| 7. Inglaterra     |
| 8. Alemania       |
| 9. Corea del Sur  |
| 10. China         |
| 11. India         |
| 12. Sudáfrica     |

### Máximas goleadoras
| Núm. | Nombre                    | Selección     | Goles |
| ---- | ------------------------- | ------------- | ----- |
| 1    | Sylvia Karres             | Países Bajos  | 6     |
| 2    | Surinder Kaur             | India         | 5     |
| 2    | Kim Lammers               | Países Bajos  | 5     |
| 4    | Kaori Chiba               | Japón         | 4     |
| 4    | María de la Paz Hernández | Argentina     | 4     |
| 4    | Park Young-Soon           | Corea del Sur | 4     |
| 7    | Ma Yibo                   | China         | 3     |
| 7    | Park Mi-Hyun              | Corea del Sur | 3     |
| 7    | Maartje Paumen            | Países Bajos  | 3     |
| 7    | Ren Ye                    | China         | 3     |

Fuente: 